# Władysław Niegolewski

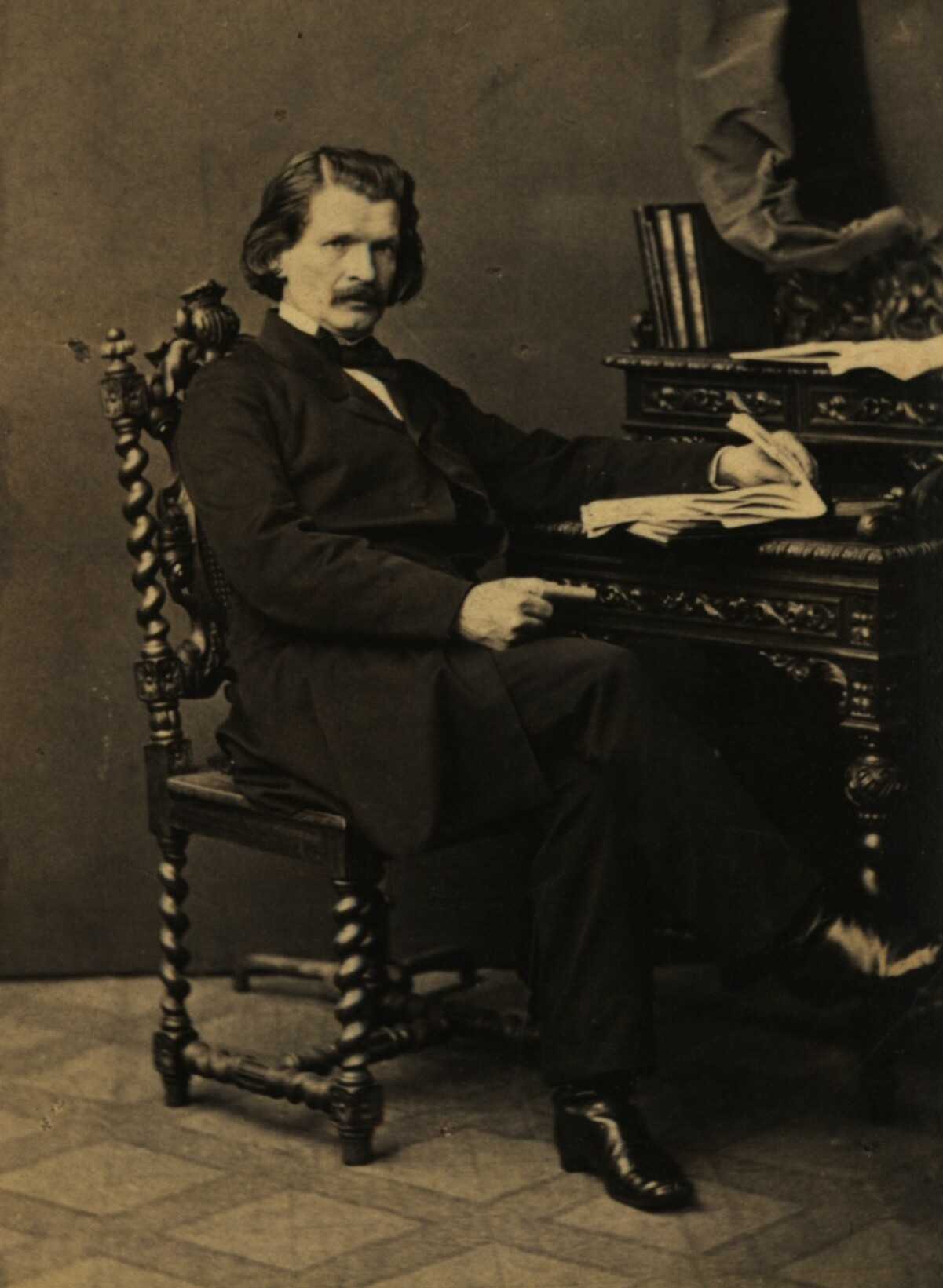
Władysław Niegolewski, ok. 1860 r.

Władysław Maurycy Niegolewski herbu Grzymała (ur. 12 września 1819 we Włościejewkach, zm. 19 marca 1885 w Poznaniu), liberalny polityk, prawnik, powstaniec styczniowy.

## Życiorys
Był synem ziemianina i działacza społecznego Andrzeja (zm. 1857). Kształcił się w poznańskich Gimnazjach św. Marii Magdaleny i Fryderyka Wilhelma (w którym zdał w 1841 maturę), następnie studiował nauki prawne w Bonn (1845 obronił doktorat praw na podstawie rozprawy O prawie dzierżawnym). Nie objął proponowanej mu katedry prawa na Uniwersytecie w Zurychu i zgłosił się jako referendarz w sądzie w Ehrenbreitenstein (dzielnica Koblencji). Po powrocie do Wielkopolski zaangażował się w ruch niepodległościowy, był jednym z organizatorów planowanego ataku na Cytadelę w Poznaniu 3 marca 1846. Więziony w Poznaniu i Berlinie, został uwolniony po procesie berlińskim.
W 1848 wchodził w skład Komitetu Narodowego w Poznaniu. Jako członek polskiej delegacji występował w obronie spraw polskich w parlamencie we Frankfurcie. W 1849 bronił znanego adwokata Krotowskiego-Krauthofera, oskarżanego przez władze pruskie o udział w powstaniu z 1848. Wielokrotnie sprawował mandat poselski w sejmie pruskim (1850-1852, 1858–1861, 1867–1884), był także posłem do parlamentu niemieckiego (od 1871). Przeciwstawiał się germanizacji. Wypowiadał się w obronie języka polskiego w szkołach i urzędach wielkopolskich, domagał się poszanowania odrębności Wielkiego Księstwa Poznańskiego. W latach 1859–1860 wykrył prowokację prezydenta policji pruskiej, który upozorował w Poznaniu spisek antypruski.
Brał udział w powstaniu styczniowym, był ranny w bitwie pod Ignacewem. Wcześniej, 6 maja 1863 r. płk Edmund Taczanowski ustanowił go szefem magistratu w Kole. Oskarżony o zdradę stanu, odbył karę więzienia w Głogowie.
Był jednym z współtwórców Poznańskiego Towarzystwa Przyjaciół Nauk, które w 1857 zawiązano w jego domu. Niegolewski w początkowym okresie pełnił funkcję wiceprezesa PTPN oraz redagował jego Roczniki. Zakładał także Towarzystwo Oświaty Ludowej, Towarzystwo Czytelni Ludowych oraz Centralne Towarzystwo Gospodarcze, pracował nad rozwojem Wyższej Szkoły Rolniczej w Żabikowie, założonej przez Augusta Cieszkowskiego. Wraz z Ludwikiem Rzepeckim wydawał pismo "Goniec Wielkopolski", na łamach którego zdecydowanie wypowiadał się przeciwko współpracy z władzami pruskimi.
W 1884 przegrał wybory do parlamentu pruskiego ze Stefanem Cegielskim; zmarł rok później. Wyniesienie ciała 22 marca 1885 z miejsca jego zamieszkania, kamienicy przy ul. Św. Marcin 15, zgromadziło tysiące żałobników. Został pochowany 23 marca 1885 przy kościele św. Stanisława Biskupa w Buku. Zwłoki zostały później ekshumowane i przeniesione na cmentarz przy kościele św. Wojciecha w Poznaniu. Z małżeństwa z Wandą z Kwileckich nie miał dzieci.